# Paranandra strandiella
Paranandra strandiella är en skalbaggsart som beskrevs av Stefan von Breuning 1940. Paranandra strandiella ingår i släktet Paranandra och familjen långhorningar.
Artens utbredningsområde är Laos. Inga underarter finns listade i Catalogue of Life.